# Ґжеґож Касдепке
Ґжеґож Касдепке (пол. Grzegorz Kasdepke) — польський письменник для дітей та молоді, сценарист і журналіст.

## Біографія
Народився 4 травня 1972 року в місті Білосток, Польща. Закінчив факультет журналістики та політології Варшавського університету. Протягом тривалого часу обіймав посаду головного редактора у дитячому журналі «Świerszczyk» («Цвіркунець»). Серед найвідоміших творів автора: «Велика книга почуттів», «Міфи для дітей», «Бон чи тон, або гарні манери для дітей».
Лауреат багатьох літературних нагород, зокрема премії «Освіта ХХІ» та літературної премії ім. Корнеля Макушинського. 2016 року відмовився від бронзової медалі «За заслуги в культурі Gloria Artis» від міністра Пйотра Глинського.
Мешкає у Варшаві. Має сина на ім'я Каспер, який став героєм багатьох його книг.

## Переклади українською
- Ґжеґож Касдепке. Детектив Ниточка. — К. : Грані-Т, 2007. — 72 с. — ISBN 978-966-4650-96-7.
- Ґжеґож Касдепке. Нові турботи детектива Ниточки. — К. : Грані-Т, 2007. — 72 с. — ISBN 978-966-4650-96-7.
- Ґжеґож Касдепке. Велика книга почуттів. — Л. : Урбіно, 2016. — 256 с. — ISBN 978-966-2647-33-4.
- Ґжеґож Касдепке. Міфи для дітей. — Л. : Урбіно, 2016. — 200 с. — ISBN 978-966-2647-34-1.
- Ґжеґож Касдепке. Бон чи тон, або гарні манери для дітей. — Л. : Урбіно, 2016. — 152 с. — ISBN 978-966-2647-36-5.
- Ґжеґож Касдепке. Знайомтесь: детектив Нишпорка. Нові клопоти детектива Нишпорки. — Х. : Школа, 2016. — 144 с. — ISBN 978-966-429-404-8.
- Ґжеґож Касдепке. Зачіпки детектива Нишпорки. Канікули детектива Нишпорки. — Х. : Школа, 2016. — 136 с. — ISBN 978-966-429-405-5.
- Ґжеґож Касдепке. Касперіада. Незвичайні пригоди звичайної родини. — Х. : Школа, 2016. — 172 с. — ISBN 978-966-429-403-1.
- Ґжеґож Касдепке. Обережно!. — Х. : Школа, 2017. — 64 с. — ISBN 978-966-4294499.
- Ґжеґож Касдепке, Емілія Дзюбак. А я не хочу бути принцесою!. — Х. : «Школа», 2017. — 32 с. — ISBN 978-966-429-446-8.